# دیمیتری دروغین اول
دیمیتری اول (روسی: Димитрий I (Первый)، آوانگاری Dimitry I (Perviy)) (در طول تاریخ شناخته شده به عنوان شبه دیمیتروس اول و دیمیتری دروغین اول (روسی: Лжедмитрий I، آوانگاری Lzhedmitry I) از ۱۰ ژوئن ۱۶۰۵ تا زمان مرگ در ۱۷ مه ۱۶۰۶ تحت نام دیمیتری ایوانویچ (روسی: Дмитрий Иванович) تزار روسیه بود. بنا به نوشته مورخ چستر داننینگ او «تنها تزاری است که تاکنون با استفاده از یک کمپین نظامی و شورش به تاج و تخت رسیده‌است».
او اولین و موفق‌ترین فرد از میان «سه مدعی» (روسی: самозванцы (sing. : самозванец)) حکومت بود که در طول مشکلات زمان دیمیتری ایوانویچ، جوانترین پسر ایوان مخوف، که ظاهراً از یک ترور نافرجام در سال ۱۵۹۱ جان سالم به‌در برد، ادعا کردند که دیمیتری واقعی هستند. به‌طور کلی اعتقاد بر این است که دیمیتری ایوانویچ واقعی در اوگلیچ درگذشت و نام واقعی این دیمیتری در واقع گرگوری اترپیف (روسی: Григорий Отрепьев؛ انگلیسی: Grigoriy Otrepyev) بود اگرچه با قاطعیت نمی‌توان این را مطرح کرد.